# Самсоново (Смоленская область)
Самсоново — деревня в Ярцевском районе Смоленской области России. Входит в состав Капыревщинского сельского поселения. Население — 86 жителей (2007 год). 
Расположена в северной части области в 16 км к северо-востоку от Ярцева, в 8 км севернее автодороги М1 «Беларусь», на берегу реки Бараненка. В 10 км юго-восточнее деревни расположена железнодорожная станция Свищёво на линии Москва — Минск. 

## История
В годы Великой Отечественной войны деревня была оккупирована гитлеровскими войсками в июле 1941 года, освобождена в сентябре 1943 года.

## Известные уроженцы
Степченков, Олег Петрович — математик, криптограф, лауреат Государственной премии СССР.